# Apeadeiro de Nespereira
O Apeadeiro de Nespereira é uma interface da Linha de Guimarães, situada no lugar de Covelo e que serve nominalmente a localidade de Nespereira, ambos no Município de Guimarães, em Portugal. O edifício de passageiros situa-se do lado nascente da via (lado direito do sentido ascendente, a Campanhã).

## História
Este apeadeiro situa-se no lanço da Linha de Guimarães entre Vizela e Guimarães, que entrou ao serviço em 14 de Abril de 1884.
Um despacho de 27 de Setembro de 1948 da Direcção Geral de Caminhos de Ferro, publicado no Diário do Governo n.º 231, II Série, de 2 de Outubro, aprovou a Companhia dos Caminhos de Ferro Portugueses para modificação da tarifa de telegramas particulares, de forma a incluir o apeadeiro de Nespereira na lista das estações e apeadeiros que expediam e recebiam telegramas por via ferroviária. Um diploma publicado no Diário do Governo n.º 94, II Série, de 25 de Abril de 1949, aprovou um projecto da Companhia dos Caminhos de Ferro Portugueses para alteração dos quadros das distâncias de aplicação, para atribuir distâncias próprias ao apeadeiro de Nespereira.

Em 2004, foi reaberta a Linha de Guimarães entre Guimarães e Lousado, após as obras de modernização, que incluíram a instalação da tracção eléctrica, a remodelação de todas as estações, e a adaptação da via para bitola ibérica.